# Béres

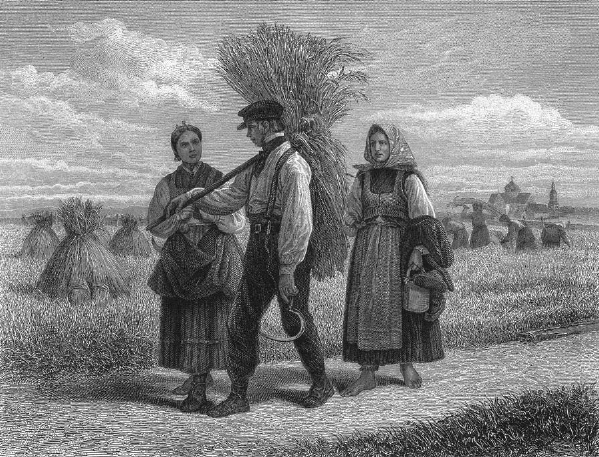
Béresek Adolf von Becker képén

A paraszti társadalomban a béres egy egész évre elszegődött mezőgazdasági bérmunkás volt, aki az uradalmi cselédek rangsorában legalul helyezkedett el. Az uradalom valamelyik majorjában, cselédlakásban vagy a gazda házában (általában istállójában), illetve tanyáján lakott, s minden idejével a munkaadója rendelkezett. A béresek szántottak-vetettek, betakarították a termést, etették, gondozták, őrizték a gazda állatait.
Többnyire a szegény vagy nincstelen parasztság soraiból kerültek ki, s a béresség apáról fiúra öröklődött. A fiúk 14 éves korukban már elszegődtek kisbéresnek, s 16–17 éves korukban – amikor már beletanultak a munkába – lettek béresek. Ha később családosan is a gazdánál maradtak, akkor már nem az istállóban háltak, hanem a gazda házának egyik különálló szobájában vagy külön kis házban.
Az alföldi gazdák gyakran a városok híres embervásárain választottak maguknak béreseket.
A 10-15 holdas törpebirtokosok maguk végezték a munka nagy részét, ha fogadtak bérest, az csak kisegítő tevékenységet végzett, például nyaranta kispásztorként a tarlón legeltette a jószágot. A 30-40 holdas gazdák már sok állatot tartottak, ők kanászt és legalább egy másik bérest is felfogadtak. A 100 holdas és nagyobb gazdák általában kiskanászt, kanászt, libapásztort és még legalább két bérest tartottak, akik közül az egyik rendszerint kisbéres volt. Béreseik irányítására egy öregbéresnek vagy béresgazdának nevezett munkafelügyelőt alkalmaztak. Ő ellenőrizte a major vagy tanya cselédségének munkáját, helyettesítette a gazdát, és szükség esetén megjavította s rendben tartotta a szerszámokat. A nehezebb, bonyolultabb munkák elkezdése, megmutatása is az ő feladata volt.

## A béres a magyar népdalokban és az irodalomban
Magyarországon egészen a második világháború végéig béresek százezrei dolgoztak, de emléküket ma már csak családnevek s népdalok, mesék, versek, elbeszélések őrzik:
| Béreslegény, jól megrakd a szekered Béreslegény, jól megrakd a szekered, Sarjútüske böködi a tenyered. Mennél jobban böködi a tenyered, Annál jobban rakd meg a szekeredet! Béreslegény mezítláb ment szántani, A csizmáját otthon hagyta vasalni. Kilenc kovács nem merte elvállalni, Mert nem tudott rózsás patkót csinálni. Jaj, de nehéz a szerelmet viselni, Tövis közül kék ibolyát kiszedni. Mert a tüske böködi a kezemet, A szerelem szorítja a szívemet. Magyar népdal Leveles dohányát a béres leveszi A gerendáról, és a küszöbre teszi, Megvágja nagyjábul; S a csizmaszárábul Pipát húz ki, rátölt, és lomhán szipákol, S oda-odanéz: nem üres-e a jászol? Petőfi Sándor: A puszta télen | Puszta a kert, e helyett a Szántóföld szépen virít, Termi bőven a pipacsnak Mindenféle nemeit. Mit henyél az a sok béres? Mit henyélnek az ekék? Közbevágott Pató Pál úr: "Ej, ráérünk arra még!" Petőfi Sándor: Pató Pál úr Mert vitéz volt apja; György is, álnok bátyja, A királyfi mellett nőtt fel, mint barátja; S míg ő béresekkel gyüjt, kaszál egy sorban, Gőgösen henyél az a királyudvarban. Arany János: Toldi, Első ének |